# 水道局
水道局（すいどうきょく）は地方公共団体が運営する上水道の供給を所掌する部局名である。所載は地方公営企業法が適用されるものに限り、水道局だけでなく水道部も含む。
下水道事業を兼営する場合（秋田市上下水道局など）や、下水道事業が別の地方公営企業として独立しているケース（東京都下水道局など）、自治体の部局に組み込まれているケース（この場合は、「地方公営事業」としては扱われるが、地方公営企業ではない）などがある。
小規模な自治体などでは、都市ガス事業や交通事業を兼営しているケースもあり、「ガス水道局」のような名称を使用している場合や、「企業局」の上水道部門となっている自治体も存在する。

## 北海道・東北地方

### 北海道
- 札幌市水道局
- 函館市企業局上下水道部
- 小樽市水道局
- 旭川市水道局
- 室蘭市水道部
- 釧路市上下水道部
- 帯広市上下水道部
- 北見市上下水道局
- 岩見沢市水道部
- 留萌市都市環境部上下水道課
- 苫小牧市上下水道部
- 江別市水道部
- 千歳市水道局
- 岩内町建設水道部

### 青森県
- 青森市企業局水道部
- 八戸圏域水道企業団
- 五所川原市上下水道部
- 十和田市上下水道部
- 弘前市上下水道部
- むつ市上下水道局

### 岩手県
- 盛岡市上下水道局
- 宮古市上下水道部
- 岩手中部水道企業団
- 一関市上下水道部
- 奥州市上下水道部

### 宮城県
- 仙台市水道局
- 気仙沼市ガス水道部
- 白石市上下水道事業所
- 名取市水道事業所
- 多賀城市上下水道部
- 栗原市上下水道部
- 大崎市上下水道部

### 秋田県
- 秋田県企業局
- 秋田市上下水道局
- 能代市都市整備部上下水道整備課
- 大館市建設部
- 由利本荘市企業局
- 男鹿市企業局
- 潟上市水道局
- にかほ市農林水産建設部

### 山形県
- 山形県企業局
- 山形市上下水道部
- 米沢市上下水道部
- 酒田市上下水道部

### 福島県
- 福島市水道局
- 会津若松市上下水道局
- 郡山市上下水道局
- いわき市水道局
- 二本松市上下水道部
- 会津若松地方広域市町村圏整備組合
- 三春町企業局

## 関東・甲信越地方

### 茨城県
- 水戸市上下水道局
- 日立市企業局上下水道部
- 土浦市建設部
- 古河市水道課
- 湖北水道企業団
- 結城市都市建設部
- 茨城県南水道企業団
- 常総市都市建設部
- 高萩市産業建設部水道課
- 北茨城市水道部
- 笠間市上下水道部
- つくば市生活環境部
- ひたちなか市水道事業所
- 鹿嶋市水道事業都市整備部水道課
- 潮来市建設部上下水道課
- 守谷市上下水道事務所
- 筑西市上下水道部
- 坂東市上下水道部
- つくばみらい市都市建設部上下水道課

### 栃木県
- 栃木県企業局
- 宇都宮市上下水道局
- 足利市上下水道部
- 栃木市上下水道局
- 佐野市上下水道局
- 鹿沼市水道部
- 日光市上下水道部
- 小山市建設水道部
- 真岡市上下水道部
- 大田原市水道課
- 矢板市上下水道事務所
- 那須塩原市上下水道部
- さくら市上下水道事務所
- 那須烏山市上下水道課
- 下野市建設水道部

### 群馬県
- 群馬県企業局
- 前橋市水道局
- 高崎市水道局
- 伊勢崎市上下水道局
- 群馬東部水道企業団
- 藤岡市上下水道部
- 富岡市建設水道部

### 埼玉県
- 埼玉県企業局
- さいたま市水道局
- 川越市上下水道局
- 熊谷市上下水道部
- 川口市上下水道局
- 行田市都市整備部
- 秩父広域市町村圏組合
- 所沢市上下水道局
- 飯能市上下水道部
- 加須市上下水道部
- 本庄市上下水道部
- 東松山市建設部
- 春日部市水道部
- 狭山市上下水道部
- 羽生市まちづくり部
- 鴻巣市上下水道部
- 深谷市環境水道部
- 上尾市上下水道部
- 草加市上下水道部
- 越谷・松伏水道企業団
- 蕨市水道部
- 戸田市水安全部
- 入間市上下水道部
- 朝霞市上下水道部
- 志木市上下水道部
- 和光市上下水道部
- 新座市上下水道部
- 久喜市上下水道部
- 桶川北本水道企業団
- 八潮市水道部
- 富士見市建設部
- 三郷市水道部
- 蓮田市上下水道部
- 坂戸、鶴ヶ島水道企業団
- 幸手市水道部
- 日高市上・下水道部
- 吉川市水道課
- ふじみ野市上下水道課
- 白岡市上下水道部
- 伊奈町上下水道課
- 三芳町上下水道課
- 毛呂山町水道課
- 越生町水道課
- 滑川町水道課
- 嵐山町上下水道課
- 小川町上下水道課
- 川島町上下水道課
- 吉見町水生活課
- 鳩山町水道課
- ときがわ町水道課
- 寄居町上下水道課
- 宮代町まちづくり建設課
- 杉戸町上下水道課

### 千葉県
- 千葉県企業局
- 北千葉広域水道企業団
- 印旛郡市広域市町村圏事務組合水道企業部
- 九十九里地域水道企業団
- 千葉市水道局
- 銚子市水道局
- 三芳水道企業団
- かずさ水道広域連合企業団
- 松戸市水道部
- 野田市水道部
- 長生郡市広域市町村圏組合
- 成田市水道部
- 佐倉市上下水道部
- 山武郡市広域水道企業団
- 旭市水道課
- 習志野市企業局
- 柏市水道部
- 勝浦市水道課
- 市原市上下水道部
- 流山市上下水道局
- 八千代市上下水道局
- 我孫子市水道局
- 鴨川市水道局
- 四街道市上下水道部
- 八街市水道課
- 印西市上下水道部
- 白井市都市建設部上下水道課
- 富里市都市建設部上下水道課
- 南房総市水道局
- 八匝水道企業団
- 香取市建設水道部
- 山武市水道課
- いすみ市環境水道課
- 長門川水道企業団
- 鋸南町建設水道課

### 東京都
- 東京都水道局
- 武蔵野市水道部
- 昭島市水道部
- 羽村市上下水道部

### 神奈川県
- 神奈川県企業庁
- 神奈川県内広域水道企業団
- 横浜市水道局
- 川崎市上下水道局
- 横須賀市上下水道局
- 秦野市上下水道局
- 座間市上下水道局

### 新潟県
- 新潟市水道局
- 長岡市水道局
- 柏崎市上下水道局
- 小千谷市ガス水道局
- 十日町市上下水道局
- 見附市上下水道局
- 糸魚川市ガス水道局
- 妙高市ガス上下水道局
- 五泉市上下水道局
- 上越市ガス水道局
- 阿賀野市上下水道局
- 魚沼市ガス水道局

### 長野県
- 長野県企業局
- 長野市上下水道局
- 松本市上下水道局
- 上田市上下水道局
- 飯田市上下水道局
- 須坂市水道局

### 山梨県
- 甲府市上下水道局
- 南アルプス市企業局

## 東海・北陸地方

### 富山県
- 富山県企業局
- 富山市上下水道局
- 高岡市上下水道局
- 射水市上下水道部
- 砺波広域圏事務組合

### 石川県
- 金沢市企業局
- 小松市上下水道局
- 七尾市建設部

### 福井県
- 福井市企業局
- 敦賀市水道部

### 静岡県
- 静岡県企業局
- 静岡市上下水道局
- 浜松市上下水道部
- 沼津市水道部
- 静岡県大井川広域水道企業団

### 岐阜県
- 岐阜市上下水道事業部
- 大垣市水道部
- 恵那市水道環境部
- 各務原市水道部

### 愛知県
- 愛知県企業庁
- 名古屋市上下水道局
- 春日井市上下水道部
- 豊田市上下水道局
- 岡崎市上下水道局
- 豊橋市上下水道局
- 稲沢市上下水道部

### 三重県
- 三重県企業庁
- 津市上下水道事業局・上下水道管理局
- 四日市市上下水道局
- 伊勢市上下水道部
- 松阪市上下水道部
- 桑名市上下水道部
- 鈴鹿市上下水道局
- 名張市上下水道部
- 亀山市上下水道局
- 伊賀市上下水道部

## 近畿地方

### 滋賀県
- 大津市企業局
- 彦根市上下水道部

### 京都府
- 京都府公営企業
- 京都市上下水道局
- 福知山市上下水道部
- 舞鶴市上下水道部
- 綾部市上下水道部
- 宇治市上下水道部
- 亀岡市上下水道部
- 城陽市上下水道部
- 向日市上下水道部
- 長岡京市上下水道部
- 八幡市上下水道部
- 京田辺市上下水道部
- 京丹後市上下水道部
- 木津川市上下水道部

### 大阪府
- 大阪市水道局
- 大阪広域水道企業団
- 堺市上下水道局
- 豊中市上下水道局
- 池田市上下水道部
- 吹田市水道部
- 高槻市水道部
- 貝塚市上下水道部
- 守口市水道局
- 枚方市上下水道局
- 茨木市水道部
- 泉佐野市上下水道局
- 寝屋川市上下水道局
- 河内長野市上下水道部
- 松原市上下水道部
- 大東市上下水道局
- 和泉市上下水道部
- 箕面市上下水道局
- 羽曳野市水道局
- 門真市環境水道部
- 摂津市上下水道部
- 東大阪市上下水道局
- 交野市水道局
- 島本町上下水道部

### 兵庫県
- 神戸市水道局
- 兵庫県企業庁
- 阪神水道企業団
- 姫路市水道局
- 尼崎市公営企業局
- 明石市水道部
- 西宮市上下水道局
- 芦屋市上下水道部
- 伊丹市上下水道局
- 西播磨水道企業団
- 豊岡市上下水道部
- 加古川市上下水道局
- 赤穂市上下水道部
- 西脇市上下水道部
- 宝塚市上下水道局
- 三木市美しい環境部
- 川西市上下水道局
- 小野市水道部
- 三田市上下水道部
- 加西市生活環境部
- 丹波篠山市上下水道部
- 丹波市上下水道部
- 淡路広域水道企業団
- 朝来市都市環境部
- 宍粟市建設部
- 加東市上下水道部
- たつの市上下水道部
- 播磨高原広域事務組合上下水道事業所

### 奈良県
- 奈良市企業局
- 奈良県広域水道企業団
- 天理市上下水道局
- 橿原市上下水道部
- 生駒市上下水道部

### 和歌山県
- 和歌山市企業局
- 田辺市水道部
- 橋本市上下水道部

## 中国・四国地方

### 鳥取県
- 鳥取市水道局
- 米子市上下水道局
- 倉吉市上下水道局

### 島根県
- 島根県企業局
- 松江市上下水道局
- 安来市上下水道部
- 出雲市上下水道局
- 雲南市水道局
- 大田市上下水道部
- 江津市上下水道部門
- 浜田市上下水道部
- 益田市上下水道部

### 岡山県
- 岡山市水道局
- 玉野市建設部
- 備前市建設部
- 瀬戸内市上下水道部
- 倉敷市水道局
- 笠岡市上下水道部
- 井原市水道部
- 総社市環境水道部
- 浅口市上下水道部
- 新見市建設部
- 津山市水道局
- 真庭市建設部
- 美作市環境部

### 広島県
- 広島県水道広域連合企業団
- 広島市水道局
- 大竹市上下水道局
- 呉市上下水道局
- 尾道市上下水道局
- 福山市上下水道局

### 山口県
- 山口市上下水道局
- 防府市上下水道局
- 岩国市水道局
- 周南市上下水道局
- 光市水道局
- 下松市上下水道局
- 柳井地域広域水道企業団
- 柳井市上下水道部
- 萩市上下水道局
- 下関市上下水道局
- 宇部市上下水道局
- 山陽小野田市水道局
- 美祢市上下水道局
- 長門市上下水道局

### 徳島県
- 徳島市上下水道局
- 鳴門市企業局
- 阿南市水道部
- 小松島市水道部

### 香川県
- 香川県広域水道企業団

### 愛媛県
- 松山市公営企業局
- 新居浜市上下水道局
- 西条市環境部
- 今治市上下水道部
- 宇和島市水道局
- 南予水道企業団

### 高知県
- 高知市上下水道局
- 南国市上下水道局
- 土佐市水道局

## 九州・沖縄地方

### 福岡県
- 福岡市水道局
- 筑紫野市環境経済部
- 大野城市上下水道局
- 北九州市上下水道局
- 中間市環境上下水道部
- 飯塚市企業局
- 久留米市企業局
- 八女市上下水道局
- 大牟田市企業局

### 佐賀県
- 佐賀市上下水道局
- 佐賀西部広域水道企業団
- 鳥栖市上下水道局
- 唐津市上下水道局

### 長崎県
- 長崎市上下水道局
- 五島市建設水道部
- 諫早市上下水道局
- 大村市上下水道局
- 佐世保市水道局

### 熊本県
- 熊本市上下水道局
- 荒尾市企業局
- 八代市水道局
- 天草市水道局
- 人吉市水道局
- 水俣市上下水道局

### 大分県
- 大分市上下水道局
- 中津市上下水道部
- 日田市上下水道局
- 佐伯市上下水道部

### 宮崎県
- 宮崎市上下水道局
- 都城市上下水道局
- 日南市水道局
- 日向市上下水道局
- 延岡市上下水道局

### 鹿児島県
- 鹿児島市水道局
- 霧島市上下水道部
- 姶良市水道事業部
- 鹿屋市上下水道部
- 薩摩川内市水道局
- 出水市水道部
- 奄美市上下水道部

### 沖縄県
- 沖縄県企業局
- 那覇市上下水道局
- 宜野湾市上下水道局
- 浦添市上下水道部
- 名護市環境水道部
- 宮古島市上下水道部
- 石垣市水道部